# The Chicago Manual of Style

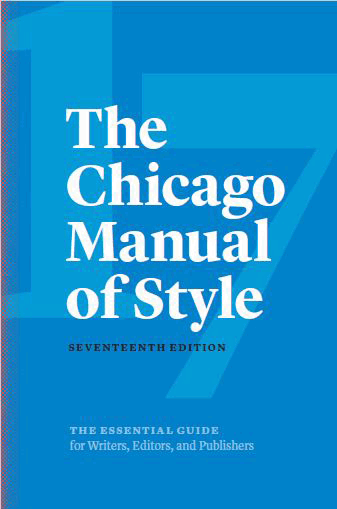
Titel der 17. Auflage (2017)

The Chicago Manual of Style (abgekürzt CMOS, TCM oder CMS) ist ein Stilhandbuch für das amerikanische Englisch, das seit 1906 von der University of Chicago Press veröffentlicht wird. In seinen 18 Ausgaben (die letzte im Jahr 2024) werden Schreib- und Zitierweisen beschrieben, die im Verlagswesen weit verbreitet sind.
Unter anderem definiert es mehrere Zitierstile, von denen einer als Chicago-Stil bekannt ist.